# Cantone di Astarac-Gimone
Il Cantone di Astarac-Gimone è una divisione amministrativa dell'Arrondissement di Auch e dell'Arrondissement di Mirande.
È stato costituito a seguito della riforma approvata con decreto del 26 febbraio 2014, che ha avuto attuazione dopo le elezioni dipartimentali del 2015.

## Composizione
Comprende i 43 comuni di:
- Arrouède
- Aujan-Mournède
- Aurimont
- Aussos
- Bédéchan
- Bellegarde
- Bézues-Bajon
- Boulaur
- Cabas-Loumassès
- Castelnau-Barbarens
- Chélan
- Cuélas
- Esclassan-Labastide
- Faget-Abbatial
- Labarthe
- Lalanne-Arqué
- Lamaguère
- Lartigue
- Lourties-Monbrun
- Manent-Montané
- Masseube
- Meilhan
- Monbardon
- Moncorneil-Grazan
- Monferran-Plavès
- Monlaur-Bernet
- Mont-d'Astarac
- Monties
- Panassac
- Ponsan-Soubiran
- Pouy-Loubrin
- Saint-Arroman
- Saint-Blancard
- Saint-Martin-Gimois
- Samaran
- Saramon
- Sarcos
- Seissan
- Sémézies-Cachan
- Sère
- Tachoires
- Tirent-Pontéjac
- Traversères